# Цвети Радойчева
Цвети Радойчева е българска поп певица и телевизионна водеща.

## Биография
Цвети Радойчева е родена на 30 януари 1988 година в София. Осем години пее в хор „Добри Христов“ с музикален ръководител Зоя Видас. Изпълненията на стиловете „джаз“ и „класика“ помагат за усъвършенстване на гласа ѝ. Средното си образование поп-изпълнителката завършва в елитна езикова гимназия със засилено изучаване на немски език. 
По време на обучението си не спира да се занимава с музика и да усъвършенства гласовите си възможности. През февруари 2008 г. печели 1-во място в месечната класация на „Хит минус едно“. От есента на 2008 г. Цвети Радойчева е студентка в Националната музикална академия „Панчо Владигеров“. Специалността ѝ е „Поп и джаз пеене“ в класа на доц. Алис Боварян. През месец октомври 2008 г. певицата записва първата си авторска песен, която се нарича „Не се обръщай“, записана в студиото на „Pop Core Media“. Няколко месеца по-късно записва песните „Бял сатен“ и „Ти“, които са клипирани и се излъчват по музикална телевизия „Поп Кор“.
През 2012 г. записва песента „Вземи ми всичко“. Дебютът ѝ е на конкурса „Бургас и морето“ през същата година, където се класира във финалните 11 песни и предизвиква огромен интерес, а в края на есента певицата ѝ прави клип.
През 2013 г. записва песента „Бъди до мен“.
През 2014 г. записва две песни: „Дай ми любов“, на която музиката и текстът са на Цвети Радойчева, и „Кисело диско“ – в дует със Спенс, която е посветена на Криско.
През септември 2015 г. пее на благотворителния концерт „Нека се обединим за Мони“, организиран в помощ на 32-годишната Моника, нуждаеща се от две спешни операции на гръбначния стълб. Певицата споделя, че няма по-истинско чувство от това да дадеш частица от сърцето си и да помогнеш чрез изкуството си. Цвети Радойчева желае да има все повече хора и популярни личности с чисти души и мисли, които да покажат човечността си и безвъзмездно да подаряват творчеството си в подобни каузи. Нейна мечта е един ден да създаде собствена фондация, която да има за цел да събира средства за хора, нуждаещи се от спешно лечение и животоспасяващи операции.
През 2016 г. записва песента „This is Love“ и я кипира. Музиката на песента е на Вели Чаушев, аранжиментът е на Алекс Нушев и Вели Чаушев, а текстът е написан от Михаил Ненов.
На 29 август 2016 г. Цвети Радойчева ражда дъщеря си Ванеса.
От 8 ноември 2022 г. води предаването „На среща с Цвети Радойчева“ по телевизия БГ+.